# Groenvleugeltrompetvogel
De groenvleugeltrompetvogel (Psophia viridis) is een vogel uit de familie van de trompetvogels. De vogel werd in 1925 door Johann Baptist von Spix beschreven in zijn reisverslag over Brazilië. Er zijn drie ondersoorten die door BirdLife International als afzonderlijke soorten een eigen status op de Rode Lijst van de IUCN hebben.

## Kenmerken
De vogel is 45 tot 52 cm lang. Het verenkleed is overwegend zwart. De mantel en de vleugelveren verschillen per ondersoort. Bij P. v.  viridis zijn deze veren groen, bij  P. v. dextralis zijn deze veren bruin en geleidelijk naar het eind toe groen en bij  P. v. obscura donkerder en op het eind olijfgroen. De snavel en de poten zijn dofbruin tot groenachtig bruingrijs.

## Verspreiding en leefgebied
Deze soort komt voor in Zuid-Amerika en telt 3 ondersoorten:
- P. v.  viridis: van Rio Madeira tot Rio Tapajós (centraal Brazilië).
- P. v. dextralis: van Rio Tapajós tot Rio Tocantins  (het oostelijke deel van Centraal-Brazilië).
- P. v. obscura: van Rio Tocantins door noordoostelijk Pará (noordoostelijk Brazilië).

Het leefgebied bestaat uit ongerept, vochtig regenwoud in het laagland.

## Status
P. v.  viridis is een kwetsbare (onder)soort,  P. v. dextralis is een bedreigde (onder)soort en P. v. obscura is een ernstig bedreigde (onder)soort omdat de leefgebieden waarin de verschillende ondersoorten voorkomen in verschillende mate worden aangetast door ontbossing.